# 전라남도보성교육지원청
전라남도보성교육지원청(全羅南道寶城敎育支援廳, Boseong Office of Education)은 전라남도 보성군을 관할하는 전라남도교육청 산하의 교육지원청이다.
교육장은 장학관으로 보한다.

## 산하 기관

### 초등학교 (병설유치원 포함)
| - 겸백초등학교 - 낙성초등학교 - 노동초등학교 - 득량남초등학교 - 문덕초등학교 | - 미력초등학교 - 벌교중앙초등학교 - 벌교초등학교 | - 보성남초등학교 - 보성초등학교 - 복내초등학교 - 예당초등학교 | - 율어초등학교 - 조성남초등학교 - 조성초등학교 - 회천초등학교 |

### 중학교
| - 득량중학교 - 벌교여자중학교(공립 여학교) - 벌교중학교(공립 남학교) | - 보성복내중학교 - 보성여자중학교(공립 여학교) | - 보성중학교(공립 남학교) - 보성회천중학교 - 삼광중학교(사립 남학교) | - 예당중학교 - 용정중학교 - 조성중학교 |

### 고등학교
| - 보성고등학교 - 벌교상업고등학교 - 다향고등학교 | - 벌교고등학교 - 벌교여자고등학교(공립 여학교) - 예당고등학교 |